# 22 Bootis
22 Bootis, som är stjärnans Flamsteed-beteckning, är en ensam stjärna i den södra delen av stjärnbilden Björnvaktaren. Den har en skenbar magnitud på ca 5,40 och är svagt synlig för blotta ögat där ljusföroreningar ej förekommer. Baserat på parallaxmätning inom Hipparcosuppdraget på ca 10,2 mas, beräknas den befinna sig på ett avstånd på ca 319 ljusår (ca 98 parsek) från solen. Den rör sig närmare solen med en heliocentrisk radiell hastighet på −27 km/s.

## Egenskaper
22 Bootis är en gul till vit jättestjärna av spektralklass kA7 hA8 mF2 (III) ((Sr II)), som i dess spektrum har kalcium-K-linjen för en A7-stjärna, vätelinjer för en A8-stjärna och metallinjer för en F2-stjärna. Den har en massa som är ca 2 gånger solens massa, en radie som är ca 4 gånger större än solens och utsänder ca 52 gånger mera energi än solen från dess fotosfär vid en effektiv temperatur på ca 7 500 K.
22 Bootis är en misstänkt variabel (VAR:), som har en skenbar magnitud av +5,39 och varierar i amplitud med 0,01 magnituder utan någon fastställd periodicitet.